# Parquetina calophylla
Parquetina calophylla är en oleanderväxtart som först beskrevs av Henri Ernest Baillon, och fick sitt nu gällande namn av Venter. Parquetina calophylla ingår i släktet Parquetina och familjen oleanderväxter. Inga underarter finns listade i Catalogue of Life.